# Anamika angustilamellata
Anamika angustilamellata är en svampart som beskrevs av Zhu L. Yang & Z.W. Ge 2005. Anamika angustilamellata ingår i släktet Anamika och familjen spindlingar.   Inga underarter finns listade i Catalogue of Life.